# Tomoya Inukai
Tomoya Inukai (født 12. maj 1993) er en japansk fodboldspiller.
Han har spillet for flere forskellige klubber i sin karriere, herunder Shimizu S-Pulse, Matsumoto Yamaga FC og Kashima Antlers.